# Шипочано
Шипочано е село в Западна България. То се намира в община Кюстендил, област Кюстендил.

## География
Село Шипочано се намира в източната част на Кюстендилската котловина, по западните склонове на Конявската планина, на 14 км от гр.Кюстендил. На около половин километър западно от селото, в низината тече река Струма, току-що излязла от Земенско-Ръждавичкия пролом. Съседните му села са Ръждавица - на северозапад на около 3 км, Шишковци — на югозапад на около 3 км и Дворище на юг на същото разстояние.
Климатът е умерен, преходно континентален. Селото е разположено между два склона в котловина, с южно изложение, което го предпазва от силните северни ветрове и предопределя мекия климат и слънчевото време. 
Името на селото произхожда от растението „шипка“ („шипок“ в западнобългарските говори).
През годините селото принадлежи към следните административно-териториални единици: Община Ръждавица (1949 – 1958),
Община Драговищица (1958 – 1959), община Раждавица (1959 – 1978), община Драговищица (1978 – 1987), община Кюстендил (от 1987 г.). 

## История
Село Шипочано е старо средновековно селище.
С името Шипоче е споменато в Рилската грамота на цар Иван Шишман (1371 - 1395) от 1378 г. за дарените селища на Рилския манастир „Свети Иван Рилски“.
След османското завладяване името му се споменава в документи от 1576 г. Преди това е имало т.нар. Старо Шипочано, което се е намирало източно над сегашното село, за което говори и едноименната местност. Там се намират останки от бита на тогавашните жители. То е било по-високо от сегашното село. В тази местност има извор, който е каптиран и подсилва питейната вода на селото. На изток от местността Старо Шипочано се намира местността Манастиро, където все още стоят развалините на манастирската черквичка и на самия манастир, опожарени в миналото от турците. Тук също има изворна вода и в по-късните години хората са гледали добитък в района защото местността е котловинна и много плодородна е земята. В това манастирче хората на Димитровден са правели курбан. На югоизток от селото съвсем малко над него се намира местността Градище, където се намират стари зидове от камъни, които ясно очертават старинна крепост върху целия хълм. Вътре в тези очертания се намират два големи дялани гранитни камъка, голяма цилиндрична колона и призматичен блок. За тях легендата говори, че отпечатъкът на един от камъните е стъпката на коня на Крали Марко. По време на Възраждането хората са се заселили по-надолу в местността. Занимавали са се със земеделие, животновъдство, някои от тях са били занаятчии. Строели са дървени мостове, които при всяко прииждане на реката са се разрушавали. Хората са пътували с натоварени коне през планината за Радомир, Перник и София. Там са карали череши и други плодове и зеленчуци, а от там са купували стоки за бита. Шипочките череши са били известни не само в района и страната, но са били съществен дял от износа за чужбина. Развити са били още лозарството и пчеларството. През 1947 година селото е електрифицирано.

## Религии
Село Шипочано принадлежи в църковно-административно отношение към Софийска епархия, архиерейско наместничество Кюстендил.
Населението изповядва източното православие.

## Редовни събития
В селото е построена черква с името „Света Петка“, и по този повод се провежда черковен курбан на този ден.
- Оброк „Манастиро“ – в местността „Треската“, близо до землището на с. Цървеняно, курбан на Димитровден.